# Olene divisa
Olene divisa är en fjärilsart som beskrevs av Walker 1865. Olene divisa ingår i släktet Olene och familjen tofsspinnare. Inga underarter finns listade i Catalogue of Life.